# Alphonse Demoulin

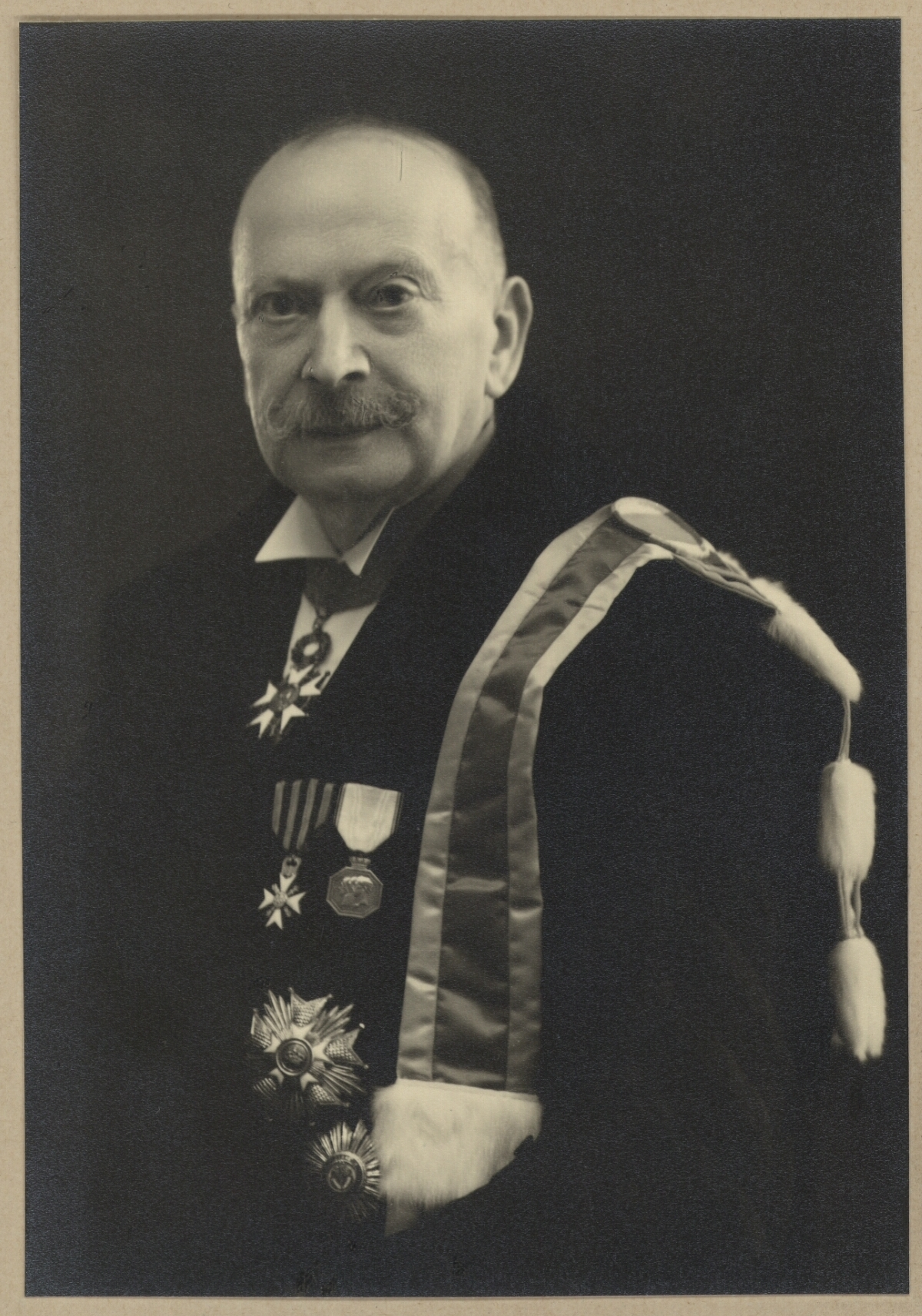
Alphonse Demoulin

Alphonse-Adolphe-Auguste Demoulin (* 20. September 1869 in Brüssel; † 25. Juni 1947 in Gent)  war ein belgischer Mathematiker, der sich mit Geometrie befasste (Projektive Geometrie, Differentialgeometrie).
Demoulin besuchte das Athenäum in Brüssel und studierte an der Universität Gent mit dem Abschluss 1889 und der Promotion 1890 mit der Schrift Sur l'application d'une méthode vectorielle à l'étude de divers systèmes de droites (complexes, congruences, surfaces réglées) und anschließend in Paris bei Gaston Darboux, bei dem er 1892 promoviert wurde. Ab 1893 war er Repetitor, ab 1898 Chargé de Cours, 1899 außerordentlicher Professor und ab 1904 ordentlicher Professor in Gent, wo er bis 1936 Vorlesungen hielt, als es dort aufgrund der Flamisierung keinen Unterricht mehr in Französisch gab. 1939 wurde er emeritiert.
Er war einer der Pioniere in projektiver Differentialgeometrie.
Demoulin erhielt 1945 den Poncelet-Preis und 1911 den Prix Bordin der Académie des sciences. Er war Ehrendoktor in Brüssel, Montpellier und Toulouse. 1905 wurde er korrespondierendes und 1911 volles Mitglied der Königlichen Belgischen Akademie der Wissenschaften und 1927 deren Präsident.